# Holjapyx calaverasae
Holjapyx calaverasae är en urinsektsart som beskrevs av Smith 1959. Holjapyx calaverasae ingår i släktet Holjapyx och familjen Japygidae. Inga underarter finns listade i Catalogue of Life.